# ستيفن وات
ستيفن وات (بالإنجليزية: Steven Watt)‏ (1 مايو 1985 بأبردين في المملكة المتحدة - ) هو لاعب كرة قدم بريطاني في مركز الدفاع. شارك مع منتخب اسكتلندا تحت 21 سنة لكرة القدم. أما مع النوادي، فقد لعب مع تشيلسي وسوانزي سيتي وغريمسبي تاون ونادي إنفرنيس ونادي بارنسلي ونادي روس كاونتي وميدستون يونايتد ونادي دوفر أتليتيك وهيميل هيمبستيد تاون ونادي ليذرهيد.

## وصلات خارجية
- ستيفن وات على موقع قاعدة بيانات كرة القدم.إي يو (الإنجليزية)
- ستيفن وات على موقع Soccerbase.com (لاعب) (الإنجليزية)
- ستيفن وات على موقع عالم كرة القدم.نت (الإنجليزية)